# Sebastián Boselli
Juan Sebastián Boselli Graf (ur. 4 grudnia 2003 w Montevideo) – urugwajski piłkarz pochodzenia włoskiego występujący na pozycji środkowego lub prawego obrońcy, od 2024 roku zawodnik argentyńskiego Estudiantes La Plata.
Jego ojciec Pablo Boselli był reprezentantem Urugwaju w padlu, matka Erika Graf była olimpijską pływaczką, zaś bracia Martín Boselli i Juan Manuel Boselli są piłkarzami.